# مهدی حسن تاپو
مهدی حسن تاپو (انگلیسی: Mehedi Hassan Tapu؛ زادهٔ ۲۵ سپتامبر ۱۹۸۴) بازیکن فوتبال اهل بنگلادش بود.
وی همچنین در تیم‌های ملی فوتبال زیر ۲۳ سال بنگلادش و بنگلادش بازی کرده است.